# 魚津町
魚津町（うおづまち）は、富山県下新川郡に存在した町。
現在の魚津市の中心となった町である。かつての魚津城の城下町、新川の政治経済の中心都市、北陸街道の宿場町および港町であった。ここでは、町村制施行以前の魚津町についても述べる。

## 地理
現在の魚津市の旧市街地の部分。松倉城の寺社、町人などが角川と鴨川の間の北陸道沿いに移ったのが、街の始まりである。以後、加賀藩の越中東部（呉東もしくは新川）の拠点として発展した。
- 市街地が町の面積の大半を占める。

## 歴史
- 1595年 - 小津が現在の魚津に名称が変更される（1476年という説もある）。
- 1660年 - 魚津町奉行が設置される。
- 1871年 - 新川県が発足して、県庁が置かれた（後に富山町へ移る）。
- 1889年4月1日 - 町村制の施行により、下新川郡魚津町が発足する。
- 1943年 - 市街地西部で大火発生。
- 1952年4月1日 - 下新川郡魚津町、道下村、片貝谷村、加積村、経田村、天神村、上中島村、下中島村、西布施村、上野方村、下野方村及び松倉村が合併して、魚津市が発足する。

## 魚津町にあった町
明治期（町村制施行）までにできた町
大町、新塩屋町、住吉町、橋向町、新上猟師町、橋場町、八代町、八幡町、紺屋町、角川町、上新町、上猟師町、岡町、臼屋小路、出丸町、馬出町、荒町、田方町、東小路、真成寺町、寺町、下猟師町、下新町、新下猟師町、餌指町、神明町、金屋町、川原町、金浦町、鴨川町
町村制施行時に一部を魚津町に編入（（）内は旧村名）
三ヶ町（三ヶ）、新住吉町（住吉）、田地方町（魚津田地方村）、大光寺町（大光寺）、友道町（友道）、本江町（本江）、下村木町（下村木）、上村木町（上村木）

## 特徴
魚津町は下新川郡で最大の町で、郡役所が置かれる中心的な町であった。しかし、面積が狭く、一部の魚津町関連の企業、施設は他の町村に置かれていた。
- 道下村 - 魚津駅、日本カーバイド工業魚津工場が立地し、魚津町北部の延長として発展。
- 下野方村 - 電鉄魚津駅、魚津高等女学校（後に建物を魚津西部中学校に譲渡）、吉田工業（現・YKK）が立地するなど、魚津町と接する地域が市街地の延長として発展。
- 加積村 - 魚津中学校、後の魚津高等学校が立地し、大字上村木の北陸街道沿いが魚津町市街地の延長として発展。
- 下中島村 - 北陸街道沿いが市街地南部の延長として発展。

このため、魚津町は周辺町村の合併を目指すことになったが、実現するのは1952年になってからである。

## 歴代町長
出典→
1. 寺崎与一郎（1889年6月1日 - 1890年3月17日）
2. 五十嵐久造（1890年4月21日 - 1894年4月29日）
3. 寺崎与一郎（1894年4月30日 - 1898年4月29日）
4. 沢田六郎兵衛（1898年4月30日 - 1902年4月29日）
5. 藤田佐士郎（1902年4月30日 - 1908年5月12日）
6. 小野時男（1908年6月16日 - 1912年6月15日）
7. 寺崎孝吉（1912年6月16日 - 1913年3月31日）
8. 佐伯有台（1913年7月5日 - 1917年6月19日）
9. 膳亀三郎（1917年7月31日 - 1925年7月30日）
10. 西田源次郎（1925年7月31日 - 1927年9月17日）
11. 西田源次郎（1927年10月5日 - 1931年10月4日）
12. 伊東清太郎（1932年8月5日 - 1933年1月25日）
13. 菅野猛（1933年3月3日 - 1933年5月30日）
14. 大島三佐雄（1933年6月11日 - 1934年12月15日）
15. 山川亭（1934年12月22日 - 1936年8月25日）
16. 黒田繁次郎（1936年10月14日 - 1940年10月13日）
17. 大島忠康（1940年10月13日 - 1942年3月14日）
18. 西田源次郎（1942年6月24日 - 1945年12月29日）
19. 金光邦三（1946年1月19日 - 1946年10月2日）
20. 清水秀英（1946年11月19日 - 1951年4月4日）
21. 寺田太吉（1951年4月23日 - 1952年3月31日）